# Takahashi Junya
Takahashi Junya (sinh ngày 28 tháng 5 năm 1997) là một cầu thủ bóng đá người Nhật Bản.

## Sự nghiệp câu lạc bộ
Takahashi Junya hiện đang chơi cho Montedio Yamagata.